# Estaing (Alti Pirenei)
Estaing è un comune francese di 81 abitanti situato nel dipartimento degli Alti Pirenei nella regione dell'Occitania.

## Società

### Evoluzione demografica
Abitanti censiti